# Mrtník (okres Plzeň-sever)
Mrtník je obec v okrese Plzeň-sever v Plzeňském kraji. Žije v ní 344 obyvatel. Nejbližším městem je Kaznějov vzdálený od obce 7,5 kilometru.

## Název
Název obce pochází od názvu lesa Mrt (ze staročeštiny, odumřelá část) a přípony -ník (dříve -níky). Ve staročeských slovnících se uvádí překlad jako lesní stelivo, suché chrastí nebo uschlé křoví, které charakterizovali zdejší lesní provoz.

## Historie
První písemná zmínka o obci pochází z roku 1420 v souvislosti se zastavováním majetku plaského kláštera na počátku husitské revoluce. V historických dokumentech se uvádí jako vznik obce letopočet 1418, který se objevuje v plaské klášterní kronice ze 16. století. Obec se spojuje se šlechtickým rodem Milhosticů, který vlastnil rozsáhlý majetek na Doupovsku a Manětínsku. Existují i spekulace, že Mrtník existoval již ve 14. století, kdy se stal součástí majetku plaských cisterciáků. Jisté je, že tato vesnice náležela vladykám z Lozy, kteří byli stejného rodu s pány z Brda, Stvolen a Rabštejna.
Opat Gotfrýd roku 1418 zapsal obce Mrtník a Koryta Jiřínkovi z Čivic na Krašovicích a jeho synu Janovi. V roce 1420 po rozepři s opatem byl Mrtník, Lité, Lomnička a Vrážné připsán Bavůrkovi ze Švamberka, jemuž král Zikmund roku 1421 připsal za vojenské služby 100 kop grošů.
Bavůrek roku 1424 přenechal Mrtník Zbranírovi z Bukova, ten jej předal Jindřichovi a Packovi, bratrům, kteří roku 1452 koupili Lomany a vlastnili Dobronice u Touškova a nějaké vsi v Kozolupech. Po 14 letech, v roce 1466, byl Mrtník prodán Burjanovi mladšímu z Gutštejna u Nečtin. Jeho synové Volf a Jetřich získali roku 1502 majestáty na plaské vesnice a je připojili k hradu Bělá.
Roku 1622 se ujal panství Vilím z Vřesovic, ale jeho syn Jan Vikart byl nucen panství z finančních důvodů prodat panství bělskému. Aleš Ferdinand Vratislav z Mitrovic vesnici odkoupil v roce 1656 a roku 1663 ji prodal Karlu Maxmiliánovi Lažanskému z Manětína.
Po druhé světové válce se obec pouze pozvolna rozvíjela a modernizovala. Výrazný zlom nastal v roce 1964 díky příhodné skladbě aktivního a pracovitého kolektivu funkcionářů místního národního výboru. Spolu se všemi občany obce se podařilo upravit a zvelebit ji tak, že jí byl natrvalo propůjčen čestný titul Vzorná obec okresu Plzeň-sever.
Od roku 1903 je u Mrtníka v provozu kaolinový lom.

## Obyvatelstvo
Při sčítání lidu v roce 1921 zde žilo 414 obyvatel (z toho 197 mužů) československé národnosti, z nichž bylo 368 římských katolíků, pět evangelíků a 41 lidí bez vyznání. Podle sčítání lidu z roku 1930 ve vsi žilo 477 Čechoslováků: 335 katolíků, 93 evangelíků, třináct členů církve československé a 36 lidí bez vyznání.
| Rok            | 1869 | 1880 | 1890 | 1900 | 1910 | 1921 | 1930 | 1950 | 1961 | 1970 | 1980 | 1991 | 2001 | 2011 | 2021 |
| -------------- | ---- | ---- | ---- | ---- | ---- | ---- | ---- | ---- | ---- | ---- | ---- | ---- | ---- | ---- | ---- |
| Počet obyvatel | 288  | 307  | 327  | 393  | 416  | 414  | 477  | 330  | 345  | 323  | 292  | 296  | 338  | 331  | 336  |
| Počet domů     | 30   | 43   | 50   | 51   | 54   | 57   | 79   | 87   | 82   | 87   | 83   | 103  | 108  | 118  | 125  |

## Obecní správa
V roce 1869 Mrtník byl osadou obce Loza v okrese Kralovice. Od roku 1880 je obcí v okrese Kralovice (1880–1930), poté v okrese Plasy (1950) a později v okrese Plzeň-sever.

### Obecní symboly
Znak a vlajka byly obci uděleny rozhodnutím předsedy Poslanecké sněmovny Parlamentu České republiky dne 27. února 2004. Obecnímu znaku náleží modrý štít, který symbolizuje říčky Bělou a Střelu, které jsou zároveň částí znaku pánů z Rabštejna a Lozy připomínající majitele z 13. a 14. století, zelená pahorkatina symbolizující zemědělskou činnost obce (lesy, louky, kopce), stříbrné kopce představující těžbu kaolinu a v minulosti i stříbra, a v neposlední řadě zlatý svazek mrtě symbolizující název obce a sounáležitost.

## Kultura, sport
Obecní kulturní dům pořádá každý rok mnoho společenských akcí, včetně bálů, zpívaných, dětských maškarních bálů a sportovních akcí a vánočních turnajů ve stolním tenise. Na jižním okraji se nachází přírodní koupaliště s pitnou vodou z místních podzemních vrtů. Svou tradici zde má i malá kopaná, na kterou se každoročně první víkend v červenci sjedou oddíly z blízkého okolí. Turnaj se odehrává na místním fotbalovém hřišti nazývaném Brabcovna.